# Wojciech Wierzewski
Wojciech A. Wierzewski (ur. 19 czerwca 1941 w Krakowie, zm. 4 grudnia 2008 w Chicago) – literaturoznawca, krytyk filmowy, nauczyciel akademicki, publicysta.

## Życiorys
Absolwent Wydziału Polonistyki Uniwersytetu Warszawskiego (1963) i wieloletni pracownik naukowy UW. Doktorat w 1974.
W roku 1979 wyjechał – jako profesor wizytujący – do Indiana University w Bloomington w Stanach Zjednoczonych, gdzie przez trzy lata prowadził zajęcia dydaktyczne. W roku 1982 przeniósł się do Chicago, gdzie prowadził kursy polonistyczne i filmowe na Governors State University, Loyola University, Illinois State University i DePaul University.
W latach 1985–2008 redaktor "Zgody" – organu oficjalnego Związku Narodowego Polskiego, polonijny dziennikarz, organizator i współtwórca (wraz z Piotrem Domaradzkim) nowatorskiego panelu dyskusyjnego Konwersatorium "Dialog 96". Autor wielu publikacji, w tym książek: "Pegaz za Oceanem", "Polskie Chicago, lata osiemdziesiąte, lata dziewięćdziesiąte" (Wydawnictwo Adam Marszałek 2002) oraz "Polskie tropy w Ameryce" (Oficyna Wydawnicza Kucharski 2008).

## Nagrody i odznaczenia
- Srebrny Krzyż Zasługi (1998)
- Krzyż Kawalerski Orderu Zasługi Rzeczypospolitej Polskiej (2002)
- Award of Excellence (2004)